# Cyerce cristallina
Cyerce cristallina är en snäckart som först beskrevs av Trinchese 1881.  Cyerce cristallina ingår i släktet Cyerce och familjen Caliphyllidae. Inga underarter finns listade i Catalogue of Life.